# Wahlkreis East Lothian (House of Commons)
| East Lothian           |
| ---------------------- |
| East Lothian           |
| Gebildet               |
| 1983                   |
| Abgeordneter           |
| Kenny MacAskill (Alba) |
| Regionen               |
| East Lothian           |

East Lothian ist ein Wahlkreis für das Britische Unterhaus. Er wurde 1983 aus dem Wahlkreis Berwick and East Lothian ausgegliedert. Ursprünglich deckte er die komplette Council Area East Lothian ab. Im Zuge der Wahlkreisreform 1997 wurde jedoch ein kleines Gebiet um die Stadt Musselburgh im Nordwesten dem Wahlkreis Edinburgh East and Musselburgh zugeschlagen. Dieser wurde vor den Wahlen 2005 wieder aufgelöst, sodass der Wahlkreis East Lothian nun wieder die gesamte Council Area umfasst. Der deckungsgleiche, gleichnamige Wahlkreis für das schottische Parlament existiert unverändert parallel. Der Wahlkreis entsendet einen Abgeordneten.

## Wahlergebnisse

### Unterhauswahlen 1983
| Ergebnisse der Unterhauswahlen 1983 | Ergebnisse der Unterhauswahlen 1983 | Ergebnisse der Unterhauswahlen 1983 | Ergebnisse der Unterhauswahlen 1983 |
| Partei                              | Kandidat                            | Stimmen                             | %                                   |
| ----------------------------------- | ----------------------------------- | ----------------------------------- | ----------------------------------- |
| Labour                              | John Home Robertson                 | 20.934                              | 43,9                                |
| Conservative                        | M. Fry                              | 14.693                              | 30,8                                |
| Liberal                             | M. Kibby                            | 9950                                | 20,9                                |
| SNP                                 | R. Knox                             | 2083                                | 4,4                                 |

### Unterhauswahlen 1987
| Ergebnisse der Unterhauswahlen 1987 | Ergebnisse der Unterhauswahlen 1987 | Ergebnisse der Unterhauswahlen 1987 | Ergebnisse der Unterhauswahlen 1987 | Ergebnisse der Unterhauswahlen 1987 |
| Partei                              | Kandidat                            | Stimmen                             | %                                   | ±                                   |
| ----------------------------------- | ----------------------------------- | ----------------------------------- | ----------------------------------- | ----------------------------------- |
| Labour                              | John Home Robertson                 | 24.583                              | 48,0                                | +4,1                                |
| Conservative                        | S.M. Langdon                        | 14.478                              | 28,3                                | −2,5                                |
| Liberal                             | A. Robinson                         | 7929                                | 15,5                                | −5,4                                |
| SNP                                 | A. Burgon-Lyon                      | 3727                                | 7,3                                 | +2,9                                |
| Green                               | A. Marland                          | 451                                 | 0,9                                 | +0,9                                |

### Unterhauswahlen 1992
| Ergebnisse der Unterhauswahlen 1992 | Ergebnisse der Unterhauswahlen 1992 | Ergebnisse der Unterhauswahlen 1992 | Ergebnisse der Unterhauswahlen 1992 | Ergebnisse der Unterhauswahlen 1992 |
| Partei                              | Kandidat                            | Stimmen                             | %                                   | ±                                   |
| ----------------------------------- | ----------------------------------- | ----------------------------------- | ----------------------------------- | ----------------------------------- |
| Labour                              | John Home Robertson                 | 25.537                              | 46,5                                | −1,5                                |
| Conservative                        | James P. Heptburne-Scott            | 15.501                              | 28,2                                | −0,1                                |
| SNP                                 | George R. Thomson                   | 7776                                | 14,2                                | +6,9                                |
| Liberal Democrats                   | Elizabeth G. Dick                   | 6126                                | 11,2                                | −4,3                                |

### Unterhauswahlen 1997
| Ergebnisse der Unterhauswahlen 1997 | Ergebnisse der Unterhauswahlen 1997 | Ergebnisse der Unterhauswahlen 1997 | Ergebnisse der Unterhauswahlen 1997 | Ergebnisse der Unterhauswahlen 1997 |
| Partei                              | Kandidat                            | Stimmen                             | %                                   | ±                                   |
| ----------------------------------- | ----------------------------------- | ----------------------------------- | ----------------------------------- | ----------------------------------- |
| Labour                              | John Home Robertson                 | 22.881                              | 52,7                                | +6,2                                |
| Conservative                        | Murdo Fraser                        | 8660                                | 19,9                                | −8,3                                |
| SNP                                 | David McCarthy                      | 6825                                | 15,7                                | +1,5                                |
| Liberal Democrats                   | Alison MacAskill                    | 4575                                | 10,5                                | −0,7                                |
| Referendum Party                    | Norman Nash                         | 491                                 | 1,1                                 | +1,1                                |

### Unterhauswahlen 2001
| Ergebnisse der Unterhauswahlen 2001 | Ergebnisse der Unterhauswahlen 2001 | Ergebnisse der Unterhauswahlen 2001 | Ergebnisse der Unterhauswahlen 2001 | Ergebnisse der Unterhauswahlen 2001 |
| Partei                              | Kandidat                            | Stimmen                             | %                                   | ±                                   |
| ----------------------------------- | ----------------------------------- | ----------------------------------- | ----------------------------------- | ----------------------------------- |
| Labour                              | Anne Picking                        | 17.407                              | 47,2                                | −5,5                                |
| Conservative                        | Hamish Mair                         | 6577                                | 17,8                                | −2,1                                |
| Liberal Democrats                   | Gordon Archer                       | 6506                                | 17,6                                | +7,1                                |
| SNP                                 | Hilary Brown                        | 5381                                | 14,6                                | −1,1                                |
| Socialist                           | Derrick White                       | 624                                 | 1,7                                 | +1,7                                |
| Socialist Labour                    | James Herriot                       | 376                                 | 1,0                                 | +1,0                                |

### Unterhauswahlen 2005
| Ergebnisse der Unterhauswahlen 2005 | Ergebnisse der Unterhauswahlen 2005 | Ergebnisse der Unterhauswahlen 2005 | Ergebnisse der Unterhauswahlen 2005 | Ergebnisse der Unterhauswahlen 2005 |
| Partei                              | Kandidat                            | Stimmen                             | %                                   | ±                                   |
| ----------------------------------- | ----------------------------------- | ----------------------------------- | ----------------------------------- | ----------------------------------- |
| Labour                              | Anne Picking                        | 18.983                              | 41,5                                | −5,7                                |
| Liberal Democrats                   | Chris Butler                        | 11.363                              | 24,8                                | +7,2                                |
| Conservative                        | William Stevenson                   | 7315                                | 16,0                                | −1,8                                |
| SNP                                 | Paul McLennan                       | 5995                                | 13,1                                | −1,5                                |
| Green                               | Michael Collie                      | 1132                                | 2,5                                 | +2,5                                |
| Socialist                           | Gary Galbraith                      | 504                                 | 1,1                                 | −0,6                                |
| UKIP                                | Eric Robb                           | 306                                 | 0,7                                 | +0,7                                |
| Christian Vote                      | William Thompson                    | 178                                 | 0,4                                 | +0,4                                |

### Unterhauswahlen 2010
| Ergebnisse der Unterhauswahlen 2010 | Ergebnisse der Unterhauswahlen 2010 | Ergebnisse der Unterhauswahlen 2010 | Ergebnisse der Unterhauswahlen 2010 | Ergebnisse der Unterhauswahlen 2010 |
| Partei                              | Kandidat                            | Stimmen                             | %                                   | ±                                   |
| ----------------------------------- | ----------------------------------- | ----------------------------------- | ----------------------------------- | ----------------------------------- |
| Labour                              | Fiona O’Donnell                     | 21.919                              | 44,6                                | +3,1                                |
| Conservative                        | Michael Veitch                      | 9661                                | 19,7                                | +3,7                                |
| Liberal Democrats                   | Stuart Ritchie                      | 8228                                | 16,9                                | −7,9                                |
| SNP                                 | Andrew Sharp                        | 7883                                | 16,0                                | +2,9                                |
| Green                               | James Mackenzie                     | 862                                 | 1,8                                 | −0,7                                |
| UKIP                                | Jonathan Lloyd                      | 548                                 | 1,1                                 | +0,4                                |

### Unterhauswahlen 2015
| Ergebnisse der Unterhauswahlen 2015 | Ergebnisse der Unterhauswahlen 2015 | Ergebnisse der Unterhauswahlen 2015 | Ergebnisse der Unterhauswahlen 2015 | Ergebnisse der Unterhauswahlen 2015 |
| Partei                              | Kandidat                            | Stimmen                             | %                                   | ±                                   |
| ----------------------------------- | ----------------------------------- | ----------------------------------- | ----------------------------------- | ----------------------------------- |
| SNP                                 | George Kerevan                      | 25.104                              | 42,5                                | +26,5                               |
| Labour                              | Fiona O’Donnell                     | 18.301                              | 31,0                                | −13,6                               |
| Conservative                        | David Roach                         | 11.511                              | 19,5                                | −0,2                                |
| Liberal Democrats                   | Ettie Spencer                       | 1517                                | 2,6                                 | −14,3                               |
| Green                               | Jason Rose                          | 1245                                | 2,1                                 | +0,4                                |
| UKIP                                | Oluf Marshall                       | 1178                                | 2,0                                 | +0,9                                |
| Parteilos                           | Mike Allan                          | 158                                 | 0,3                                 | +0,3                                |

### Unterhauswahlen 2017
| Ergebnisse der Unterhauswahlen 2017 | Ergebnisse der Unterhauswahlen 2017 | Ergebnisse der Unterhauswahlen 2017 | Ergebnisse der Unterhauswahlen 2017 | Ergebnisse der Unterhauswahlen 2017 |
| Partei                              | Kandidat                            | Stimmen                             | %                                   | ±                                   |
| ----------------------------------- | ----------------------------------- | ----------------------------------- | ----------------------------------- | ----------------------------------- |
| Labour                              | Martin Whitfield                    | 20.158                              | 36,1                                | +5,1                                |
| SNP                                 | George Kerevan                      | 17.075                              | 30,6                                | −11,9                               |
| Conservative                        | Sheila Low                          | 16.540                              | 29,6                                | +10,1                               |
| Liberal Democrats                   | Elisabeth Wilson                    | 1738                                | 3,1                                 | +0,5                                |
| Parteilos                           | Mike Allan                          | 367                                 | 0,7                                 | +0,7                                |

### Unterhauswahlen 2019
| Ergebnisse der Unterhauswahlen 2019 | Ergebnisse der Unterhauswahlen 2019 | Ergebnisse der Unterhauswahlen 2019 | Ergebnisse der Unterhauswahlen 2019 | Ergebnisse der Unterhauswahlen 2019 |
| Partei                              | Kandidat                            | Stimmen                             | %                                   | ±                                   |
| ----------------------------------- | ----------------------------------- | ----------------------------------- | ----------------------------------- | ----------------------------------- |
| SNP                                 | Kenny MacAskill                     | 21.156                              | 36,2                                | +5,6                                |
| Labour                              | Martin Whitfield                    | 17.270                              | 29,5                                | −6,6                                |
| Conservative                        | Craig Hoy                           | 15.523                              | 26,5                                | −3,1                                |
| Liberal Democrats                   | Robert O’Riordan                    | 4071                                | 7,0                                 | +3,9                                |
| UKIP                                | David Sisson                        | 493                                 | 0,8                                 | +0,8                                |

Wie auch sein Parteikollege Neale Hanvey, welcher bei den Unterhauswahlen 2019 das Mandat des Wahlkreises Kirkcaldy and Cowdenbeath erhielt, verließ der Abgeordnete Kenny MacAskill im März 2021 die SNP und wechselte zur neugegründeten Alba Party des ehemaligen SNP-Vorsitzenden Alex Salmond.